# Три жолуді

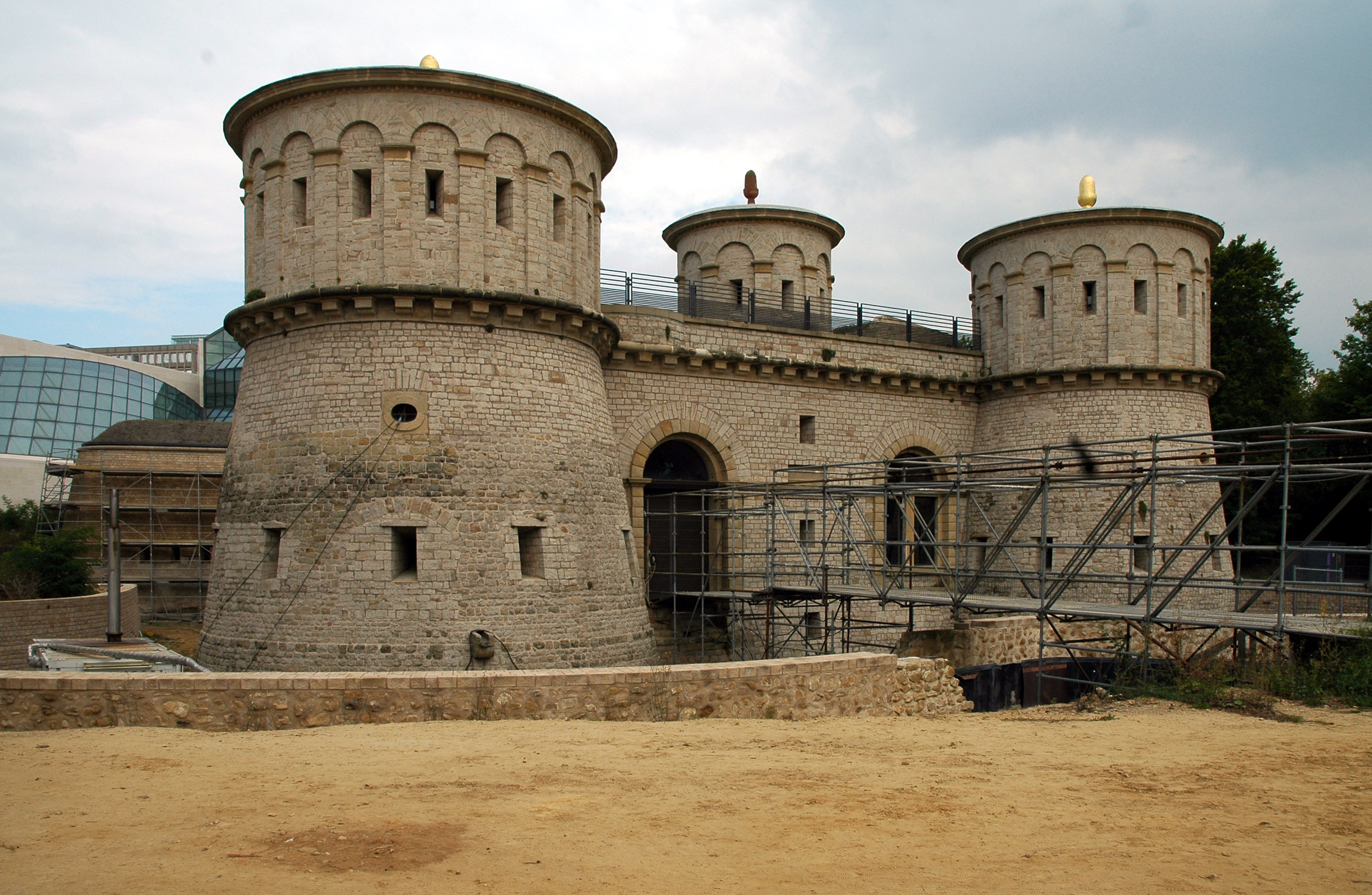
Фортеця «Три жолуді»

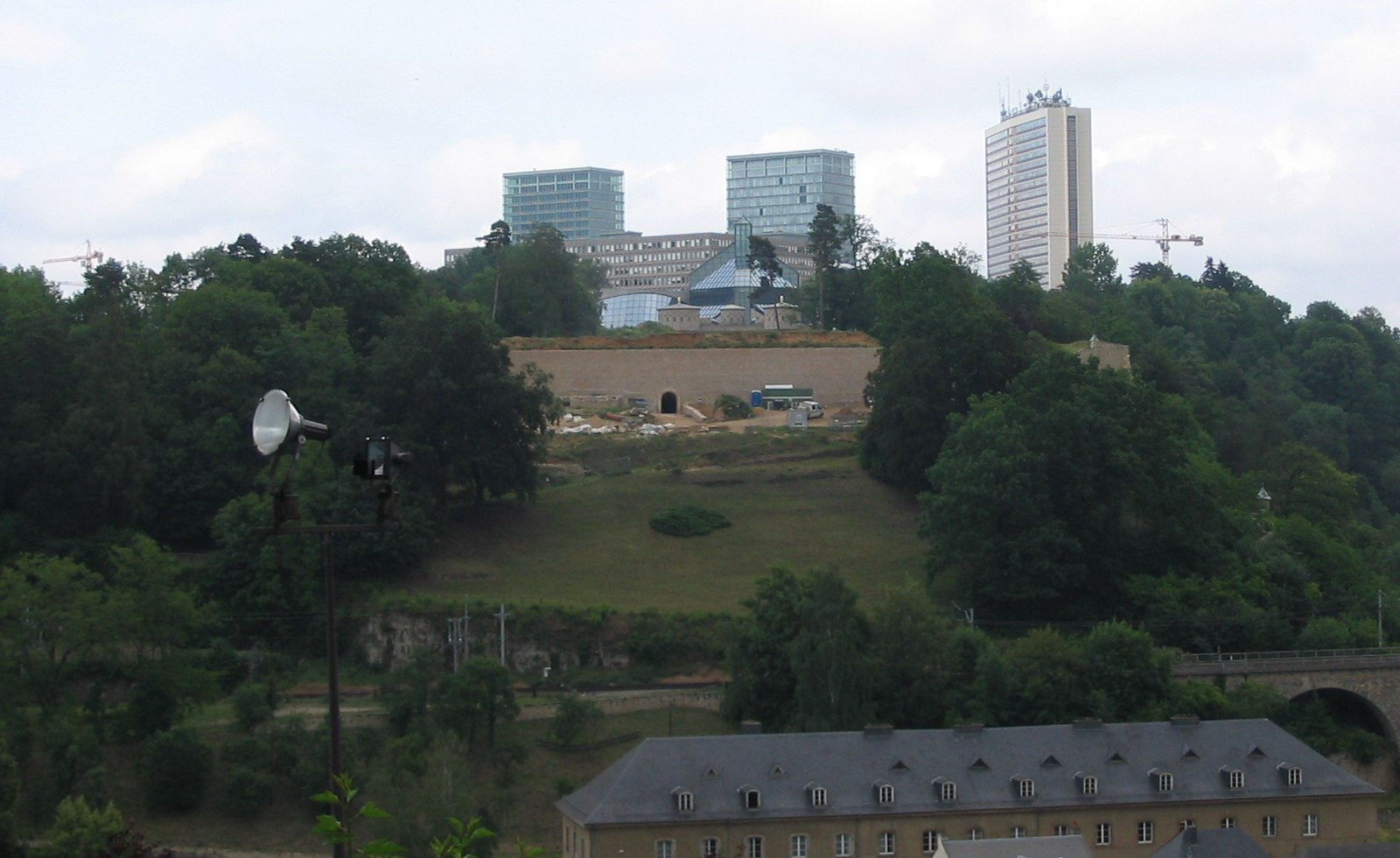
Фортеця «Три жолуді» під час реконструкції (2004)

Три жолуді (люксемб. Dräi Eechelen, фр. Trois glands, нім. Drei Eicheln), або Тюнґен (Thüngen) — фортеця в місті Люксембург, споруджена в 1732 році. Фортеця «Три жолуді» є частиною історичних укріплень Люксембургу. Вона розташована в парку «Три Жолуді» на південному сході міста. Фортеця має три вежі, на даху кожної з них розташований жолудь, на честь чого вона й отримала свою назву. Фортеця також має назву Тюнґен, на честь коменданта фортеці барона Адама Зигмунда фон Тюнгена (Adam Sigmund von Thüngen).

## Історія
За Лондонським договором 1867 року більшу частину фортеці було зруйновано. Залишилися тільки три вежі й фундамент фортеці. У 1990 році паралельно з будівництвом музею сучасного мистецтва «Мюдам» було проведено повну реконструкцію фортеці.